# Арапахо (национальный лес)
Арапа́хо (англ. Arapaho National Forest) — национальный лес в центральной части штата Колорадо, США. Площадь леса составляет 723 744 акров (2928,89 км²). На востоке граничит с национальным лесом Рузвельт, на юге — с национальным лесом Уайт-Ривер и национальным лесом Пайк, на западе — с национальным лесом Раутт.

## Общая информация
Территория национального леса занимает части округов Гранд, Клир-Крик, Гилпин, Парк, Раутт и Джэксон и Джефферсон.
Национальный лес Арапахо был образован по решению президента Теодора Рузвельта 1 июля 1908 года.
Одно из обиходных определений национального леса — «тихая сторона национального парка Роки-Маунтин», расположенного западнее леса.
Наиболее популярное место национального леса — гора Эванс высотой 4348 м. На её вершине расположены руины ресторана, уничтоженного взрывом ёмкости с пропаном в 1979 году. Здесь обычны снежные козы, толстороги, сурки, пищухи.
Национальный лес с востока на запад пересекают магистрали I-70, US 34 и US 36, с севера на юг — US 40,  непосредственной близости проходит US 287.
Штаб-квартира администрации национального леса Арапахо, национального леса Рузвельт и национального луга Поуни располагается в городе Форт-Коллинс. Отделения лесничества имеются в Гранби и Айдахо-Спрингс.

## Территории дикой природы
Несколько частей национального леса имеют статус МСОП Ib — «Территория дикой природы». Это — самые строго охраняемые природные участки в США, доступ к ним открыт только пешим ходом или на лошади.
- Байерс-Пик (Byers Peak, с 1993 года, 36,07 км²)
- Индиан-Пикс (Indian Peaks, с 1978 года, 310,44 км², частично на территории национального леса Рузвельт и национального парка Роки-Маунтин)
- Джеймс-Пик (James Peak, с 2002 года, 68,86 км², частично на территории национального леса Рузвельт)
- Маунт-Эванс (Mount Evans, с 1980 года, 301,09 км², частично на территории национального леса Пайк)
- Невер-Саммер (Never Summer, с 1980 года, 85,3 км²)
- Васкес-Пик (Vasquez Peak, с 1993 года, 50 км², частично на территории национального леса Рузвельт)